# Santa Lucia a Piazza d’Armi

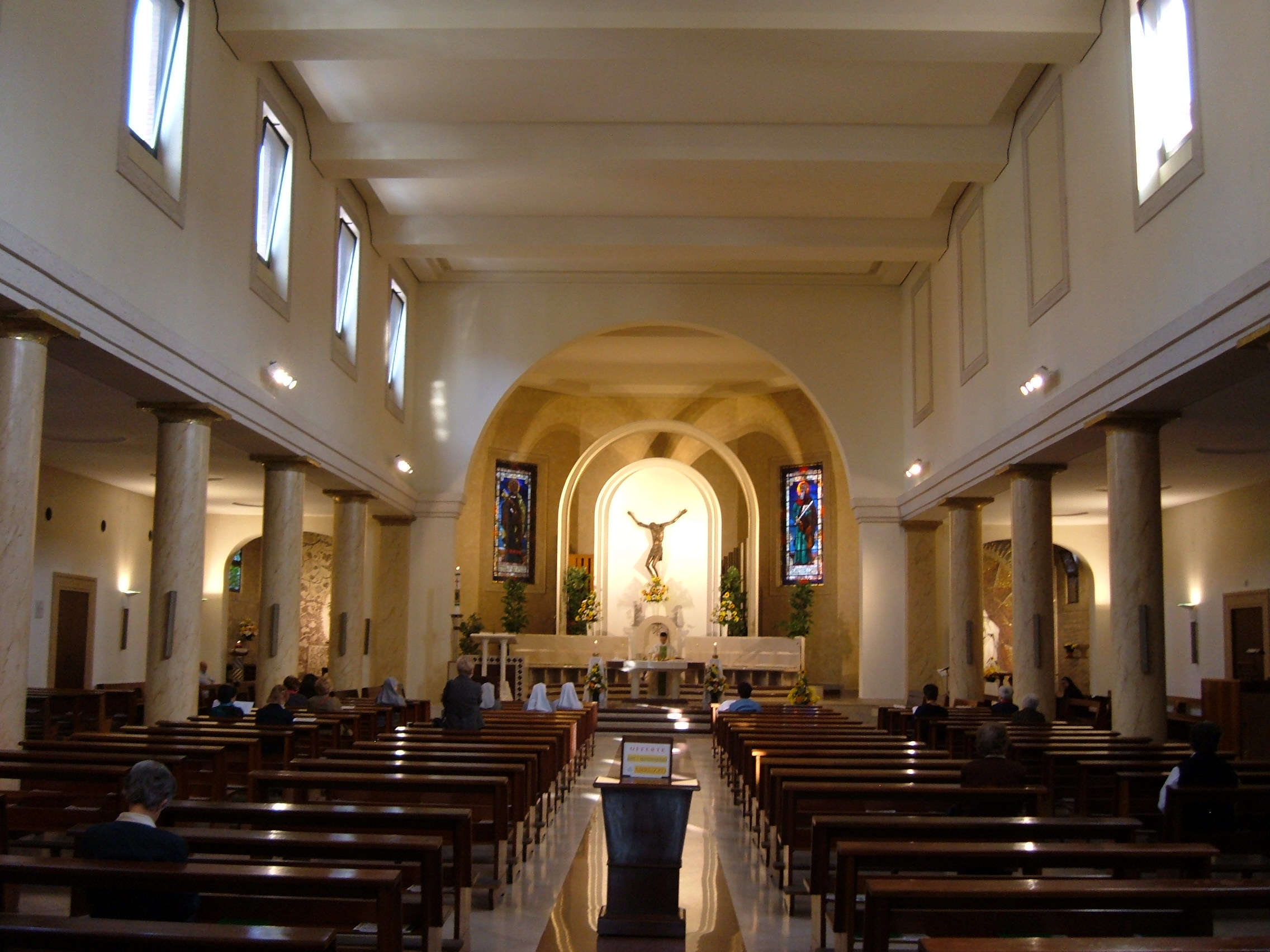
Innenraum

Santa Lucia a Piazza d’Armi (Heilige Lucia am Platz der Waffen) ist eine römisch-katholische Titelkirche und Pfarrkirche in Rom. Sie ist der Heiligen Lucia von Syrakus geweiht. Da es sich um die einzige Pfarrkirche mit diesem Patronat handelt, ist mit Santa Lucia normalerweise diese Kirche gemeint.
Das Gebäude befindet sich an der Circonvallazione Claodia zwischen dem Piazzale Clodio im XV. Quartier an der Grenze zum I. Quartier.

## Geschichte
Die Pfarrei wurde 1936 gegründet und im selben Jahr wurde die Kirche fertiggestellt. Sie wurde von Tullio Rossi entworfen.

## Kardinalpriester
Seit dem 5. März 1973 ist sie Titelkirche. Folgende Kardinäle waren Titelträger dieser Kirche:
- Timothy Manning, Erzbischof von Los Angeles, 5. März 1973–23. Juni 1989
- Frédéric Etsou-Nzabi-Bamungwabi, Erzbischof von Kinshasa, 28. Juni 1991–6. Januar 2007
- Théodore-Adrien Sarr, Erzbischof von Dakar, seit 24. November 2007